# Saint-Paul-du-Bois

Saint-Paul-du-Bois este o comună în departamentul Maine-et-Loire, Franța. În 2009 avea o populație de 595 de locuitori.